# Наръчник на оптимиста
„Наръчник на оптимиста“ (на английски: Silver Linings Playbook) е американска романтична комедийна драма на режисьора Дейвид Ръсел по негов адаптиран сценарий върху едноименната книга на Матю Куик. В главните роли са Брадли Купър и Дженифър Лорънс, а в поддържащите – Робърт Де Ниро, Джаки Уийвър, Крис Тъкър и Джулия Стайлс.

## Актьорски състав
| Актьор           | Роля                |
| ---------------- | ------------------- |
| Брадли Купър     | Пат Солитано        |
| Дженифър Лоурънс | Тифани Максуел      |
| Робърт де Ниро   | Пат Солитано-старши |
| Джаки Уийвър     | Долорес Солитано    |
| Крис Тъкър       | Дани                |
| Джулия Стайлс    | Вероника            |

## Премиера
Премиерата на филма се състои на Филмовия фестивал в Торонто 2012. На 13 декември получава 4 номинации за Златен глобус 2013.
Премиерата в България по кината е на 8 февруари 2013 година. 